# Flareon
Flareon (japanski: ブースター Būsutā) jedan je od 1025 fiktivnih vrsta Pokémona iz medijske franšize Pokémon, skupa Pokémon videoigara, animiranih serija, manga stripova, knjiga, igraćih karata i drugih medija kojima je tvorac Satoshi Tajiri. Svrha je Flareona u videoigrama, animiranoj seriji i manga stripovima, kao i svrha ostalih Pokémona, borba s divljim Pokémonima – neukroćenim stvorenjima koje igrači i likovi pronalaze dok kreću na razne avanture – i pripitomljenim Pokémonima drugih Pokémon trenera.

## Etimologijaimena
Flareonovo ime dolazi od engleske riječi "flare"; iznenadni bljesak vatre koji se koristi kao jak izvor svjetlosti.  Sufiks –eon zajednički je za sve evolucije Eeveeja. 
Njegovo japansko ime, Būsutā, vjerojatno se odnosi na generatore rakete, koji pokreću raketu sagorijevanjem goriva.

## Pokédex podaci
- Pokémon Red/Blue: Dok pohranjuje toplinsku energiju u svome tijelu, njegova tjelesna temperatura može se popeti i do 870 °C.
- Pokémon Yellow: U njegovom se tijelu nalazi plamena komora. Nakon što udahne, sposoban je bljuvati plamenove topline 1600 °C.
- Pokémon Gold: Pohranjuje dio udahnutog zraka u unutarnjoj plamenoj komori, gdje ga zagrijava do usijane temperature od 1600 °C.
- Pokémon Silver: Opušta svoju krznenu ogrlicu kako bi se rashladio i snizio tjelesnu temperaturu koja može dostignuti 870 °C.
- Pokémon Crystal: Kada uspije pohraniti dovoljnu količinu topline, tjelesna temperatura ovog Pokémona može dostići i do 920 °C.
- Pokémon Ruby/Sapphire: Flareonovo pahuljasto krzno služi svrsi – otpušta toplinu iz zraka kako se njegovo tijelo ne bi pregrijalo. Tjelesna temperatura ovog Pokémona može dostići temperaturu od 890 °C.
- Pokémon Emerald: Flareonovo pahuljasto krzno služi svrsi – otpušta toplinu iz zraka kako se njegovo tijelo ne bi pregrijalo. Tjelesna temperatura ovog Pokémona može dostići temperaturu od 890 °C.
- Pokémon FireRed: U njegovom se tijelu nalazi vatrena vrećica. Nakon što duboko udahne, sposoban je bljuvati plamenove temperature 1600 °C.
- Pokémon LeafGreen: Dok pohranjuje toplinsku energiju u svome tijelu, njegova tjelesna temperatura može se popeti i do 870 °C.
- Pokémon Diamond/Pearl: U njegovom se tijelu nalazi vatrena vrećica. Njegova tjelesna temperatura prije borbe dostiže 890 °C.

## U videoigrama
Flareon se ne može uhvatiti u divljini ni u jednoj Pokémon igri. Da bi ga se dobilo, igrač mora upotrijebiti Vatreni kamen na Eeveeju. Zbog toga, Flareonova dostupnost u igrama izravno ovisi o dostupnosti Eeveeja.
Unatoč tome što je Eeveelucija s najvišom Attack statistikom, Flareon je često smatran najslabijom Eeveelucijom zbog nepovoljnog razmještaja statistika te nepovoljnog seta tehnika koje mu ne dopuštaju da se okoristi svojom vodećom statistikom. 

## Tehnike
| Prirodne tehnike                     | Prirodne tehnike | Prirodne tehnike |
| ------------------------------------ | ---------------- | ---------------- |
| Tehnika                              | Vrsta tehnike    | Razina           |
| Obaranje (Tackle)                    | Normalni         |                  |
| Zamah repom (Tail Whip)              | Normalni         |                  |
| Prijateljska ruka (Helping Hand)     | Normalni         |                  |
| Napad pijeskom (Sand-attack)         | Zemljani         | 8                |
| Žeravica (Ember)                     | Vatreni          | 15               |
| Brzi napad (Quick Attack)            | Normalni         | 22               |
| Ugriz (Bite)                         | Mračni           | 29               |
| Vatreni vrtlog (Fire Spin)           | Vatreni          | 36               |
| Vatreni očnjak (Fire Spin)           | Vatreni          | 43               |
| Posljednje pribježište (Last Resort) | Normalni         | 50               |
| Smog (Smog)                          | Otrovni          | 57               |
| Strašno lice (Scary Face)            | Otrovni          | 64               |
| Vatrena eksplozija (Fire Blast)      | Vatreni          | 71               |
| Izljev lave (Lava Plume)             | Vatreni          | 78               |

## Statistike
| HP:      | 65  |  |
| Attack:  | 130 |  |
| Defense: | 60  |  |
| Special: | 110 |  |
| SpAtk:   | 95  |  |
| SpDef:   | 110 |  |
| Speed:   | 65  |  |

Statistika Special korištena je samo tijekom prve generacije; kasnije je podijeljenja na Special Attack i Special Defense statistike.

## U animiranoj seriji
Prvo pojavljivanje Flareona u Pokémon animiranoj seriji bilo je u 40. epizodi. U ovoj epizodi, Ash i društvo nailazi na obitelj od četvero braće, od kojih svi imaju (ili su imali) Eeveeja. Troje od četvero braće razvili su svoje Eeveeje u Flareona, Jolteona i Vaporeona, i nagovaraju najmlađeg brata Mikeyja da i on razvije svog Eeveeja. Ono što ne primjećuju jest to da on ne želi razviti svog Eeveeja jer ga voli ovakvog kakav jest. Doduše, kada Tim Raketa ukrade sve Pokémone, Mikey dokaže svojoj braći da njegov Eevee ne treba evoluirati jer sam pobijedi Tim Raketa kada Pokémoni njegove braće nisu uspjeli.
U epizodi 56, Ash i njegovi prijatelji sudjeluju na Ispitu za Pristup u Pokémon ligi, dio čega je borba s Pokémonima koji se biraju nasumice (trener ne smije koristiti svoje Pokémone).
Ash na kraju koristi Weezinga protiv Flareona, i pobjeđuje jer je Weezingov napad Smogom (Smog) uzrokovao eksploziju u dodiru s Flareonovom vatrom.
U epizodi 185, obitelj od petoro sestara iz grada Ecruteaka (kao i Braća Eevee iz epizode 40) trenerice su različitih evolucija Eeveeja, uključujući Vaporeona, Jolteona, Flareona i Umbreona. Jolteon pomaže u borbi protiv Tima Raketa, a kasnije se bori protiv Ashova Pikachua i izgubi. Sestre se ponovo pojavljuju u epizodi 228 te Tim Raketa ponovo pokuša ukrasti njihove Pokémone, no bivaju spašeni od Asha i Sakurina Espeona.
Mladi trener u epizodi 242, koji pokušava uhvatiti Magcarga, ima Flareona kao jedinog Pokémona u svom timu. U epizodama 353 i 354, Pokémon Koordinatorica Tsukiko ima Flareona kojeg koristi u Pokémon Izložbama te ga kasnije koristi da bi pomogla May u treniranju Mayina Bulbasaura.